# Great Houghton, South Yorkshire
Great Houghton är en by och en civil parish i Barnsley i Storbritannien. Den ligger i grevskapet South Yorkshire och riksdelen England, i den centrala delen av landet, 240 km norr om huvudstaden London.